# Palazzo Ostein
Il palazzo Ostein (Osteiner Hof), a Magonza, fu costruito tra il 1747 e il 1752, da Johann Valentin Thoman (1695-1777) per l'ufficiale giudiziario dell'Elettorato di Magonza, Franz Wolfgang Damian Ostein, come corte nobile. Il proprietario era il fratello dell'elettore Johann Friedrich Karl von Ostein (1689-1763), che governò dal 1743 al 1763.

## Descrizione
Il Palazzo fu la conclusione rappresentativa-monumentale dell'allora Thiermarkt (l'attuale Schillerplatz), fiancheggiata da palazzi barocchi. I tre avancorpi sporgenti, al centro della facciata e ai lati dell'edificio civile a tre ali, spiccano sorprendentemente. Il blocco centrale è arcuato nel portale d'ingresso e nella sala da ballo ovale. I timpani sopra gli avancorpi recano figure di putti e al centro uno stemma coronato, che indica la posizione eccezionale del fratello del proprietario. Lo stemma è squadrato e mostra il levriero degli Ostein e la ruota di Magonza. Le decorazioni sono costituite dai simboli degli elementi: terra, aria e acqua, con Diana e Marte sulle porte del balcone e rilievi, sulle due pareti laterali, con strumenti musicali.
La famiglia dei conti imperiali di Ostein non possedeva questa corte nobile da molto tempo quando i francesi occuparono l'intera area sulla riva sinistra del Reno durante la Rivoluzione francese e fecero di Magonza la capitale del Dipartimento del Mont-Tonnerre con il prefetto André Jeanbon Saint André. Il clero e la nobiltà furono espropriati e fuggirono e il palazzo Ostein divenne proprietà pubblica.
Dal 1854 al 1859, quando l'imperatore Guglielmo I fu governatore a Magonza, il palazzo assunse la denominazione di "governatorato". All'inizio della guerra franco-prussiana, il governatorato fu il quartier generale del principe Federico Carlo di Prussia. Nel 1914, allo scoppio della prima guerra mondiale, il generale Hugo von Kathen annunciò l'inizio della guerra, dal balcone centrale, alla popolazione di Magonza.
Dal 1933 al 1936, questo edificio fu un importante sede per il governo nazionalsocialista. Il 20 aprile 1933 - compleanno di Hitler - la città di Magonza consegnò l'edificio al NSDAP. Questo si trasferì nel vicino palazzo Schönborner poche settimane dopo. Negli anni seguenti, il palazzo Ostein ospitò i capi delle SS e della SA e, dal 1937, il comando comunale della Wehrmacht.
Durante la seconda guerra mondiale, questo edificio fu completamente distrutto dalle incursioni aeree su Magonza, ma fu restaurato nel 1947/48 su iniziativa della Francia, potenza occupante.
Fino al 31 marzo 2014 è stato il comando della Bundeswehr. Il palazzo è di proprietà dell'agenzia immobiliare federale. Dal 26 maggio 2014, il palazzo è regolarmente aperto ai visitatori e offre spazio ai giovani artisti. Ogni anno, l'11 novembre, il Mainzer Fastnacht viene annunciato dal balcone centrale del palazzo.
All'ingresso sud si trova la fontana Fischweiberbrunnen. La scultura della fontana fu creata da Elsa Montag, acquistata dalla città di Magonza nel 1943 e collocata accanto a Gaustrasse nel 1950.

## Galleria d'immagini

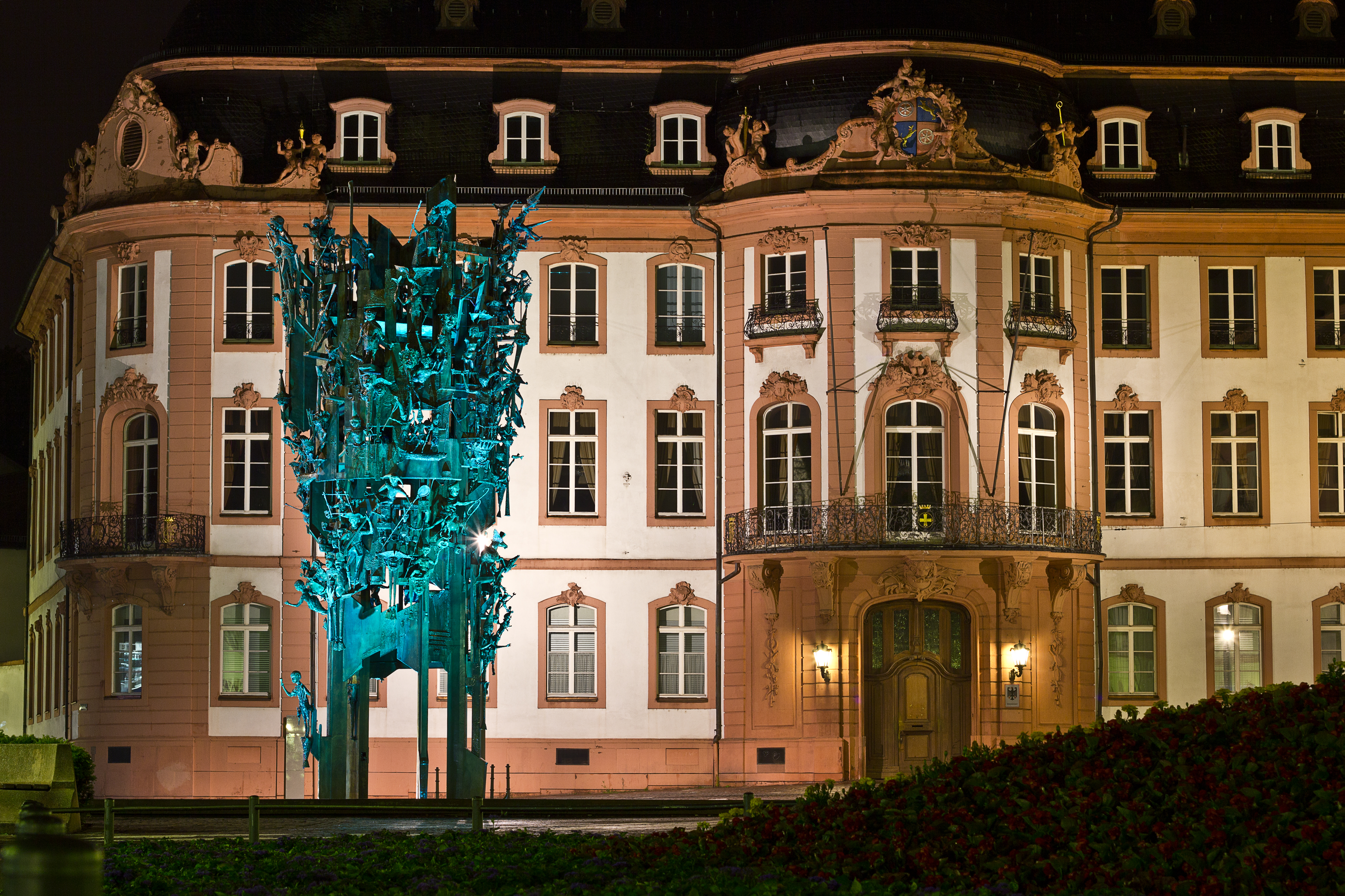
Il palazzo Ostein di notte, di fronte ad esso la fontana del Carnevale illuminata
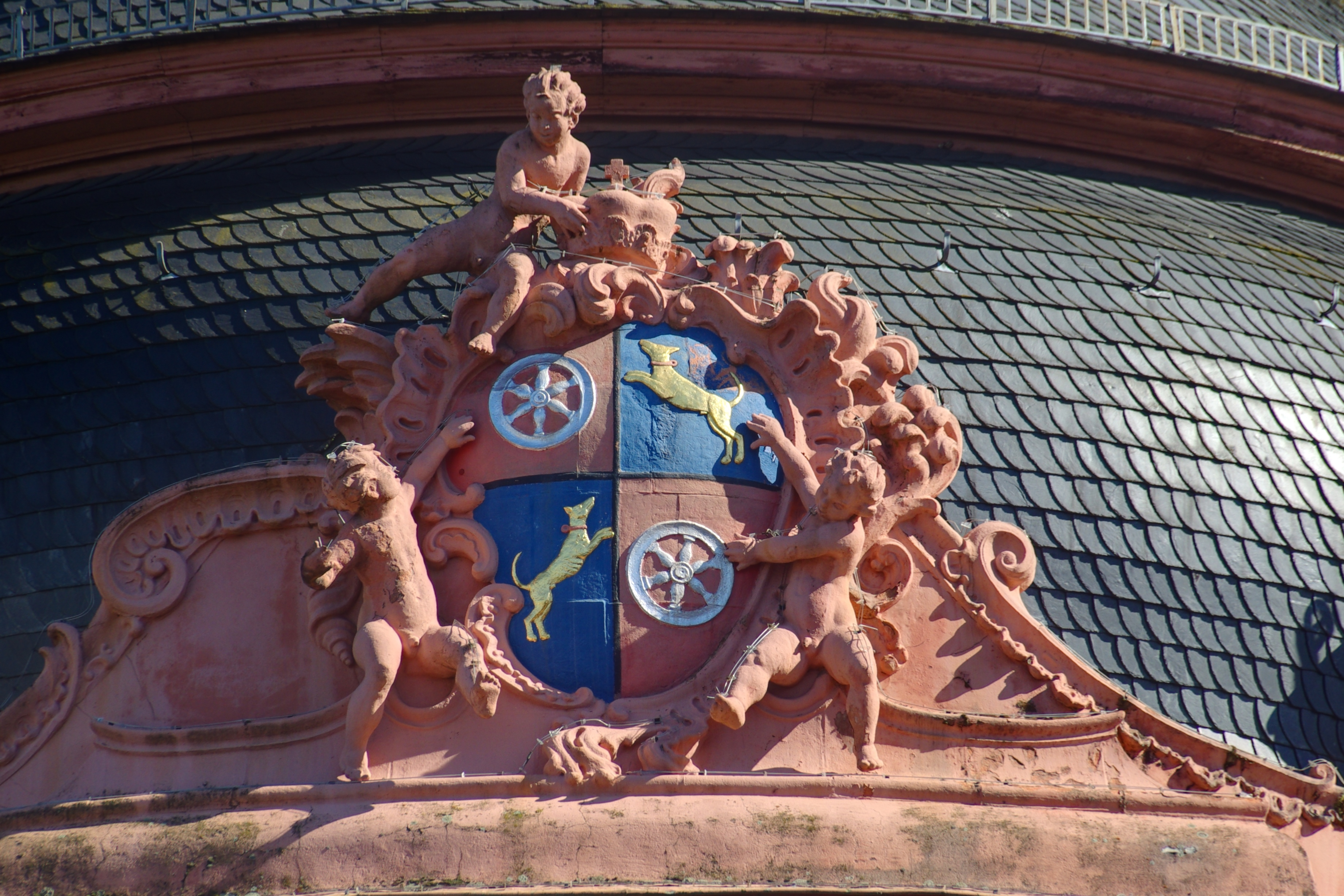
Stemma degli Ostein
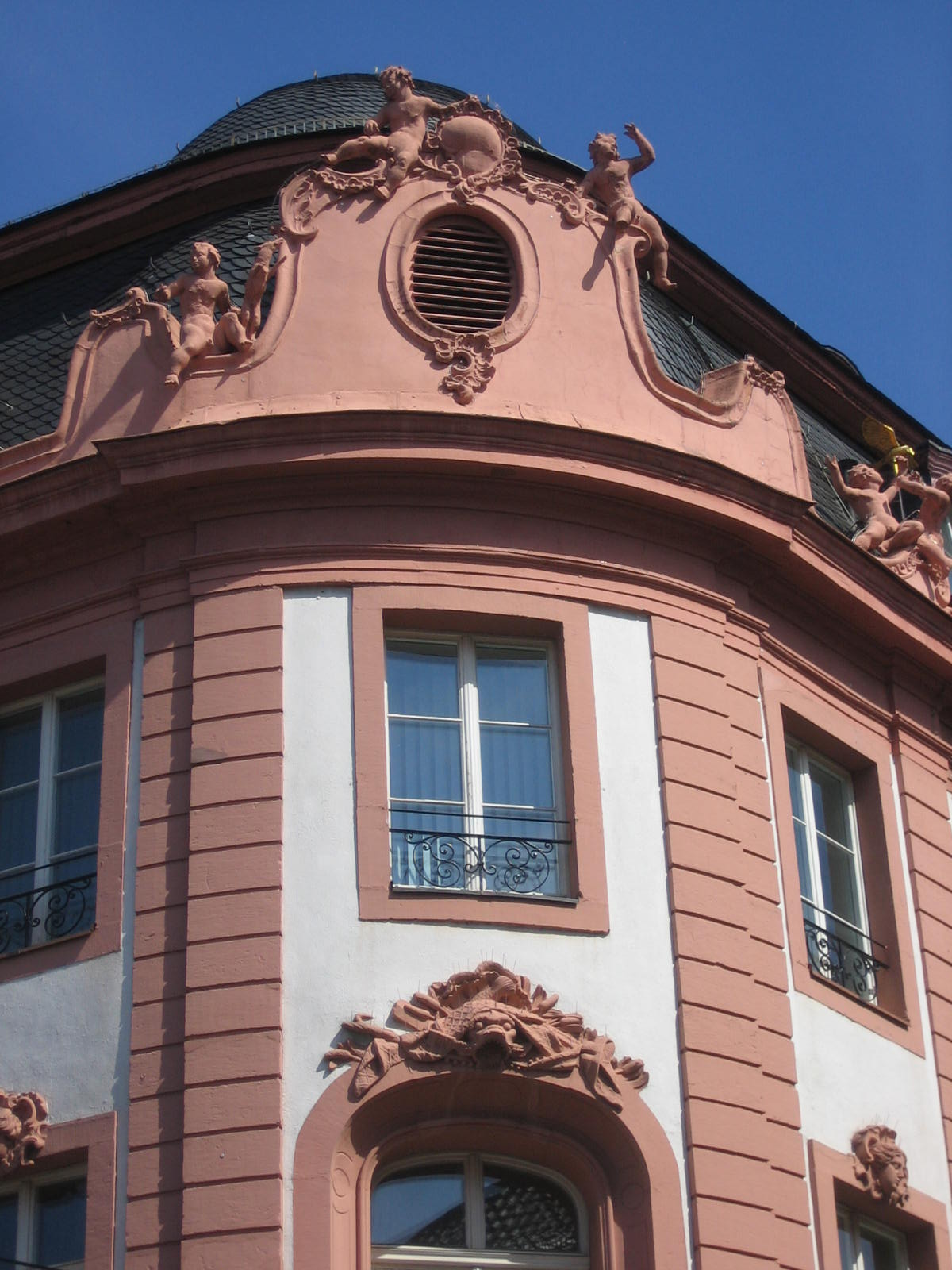
Dettaglio Palazzo Ostein: bovindo nell'angolo sud
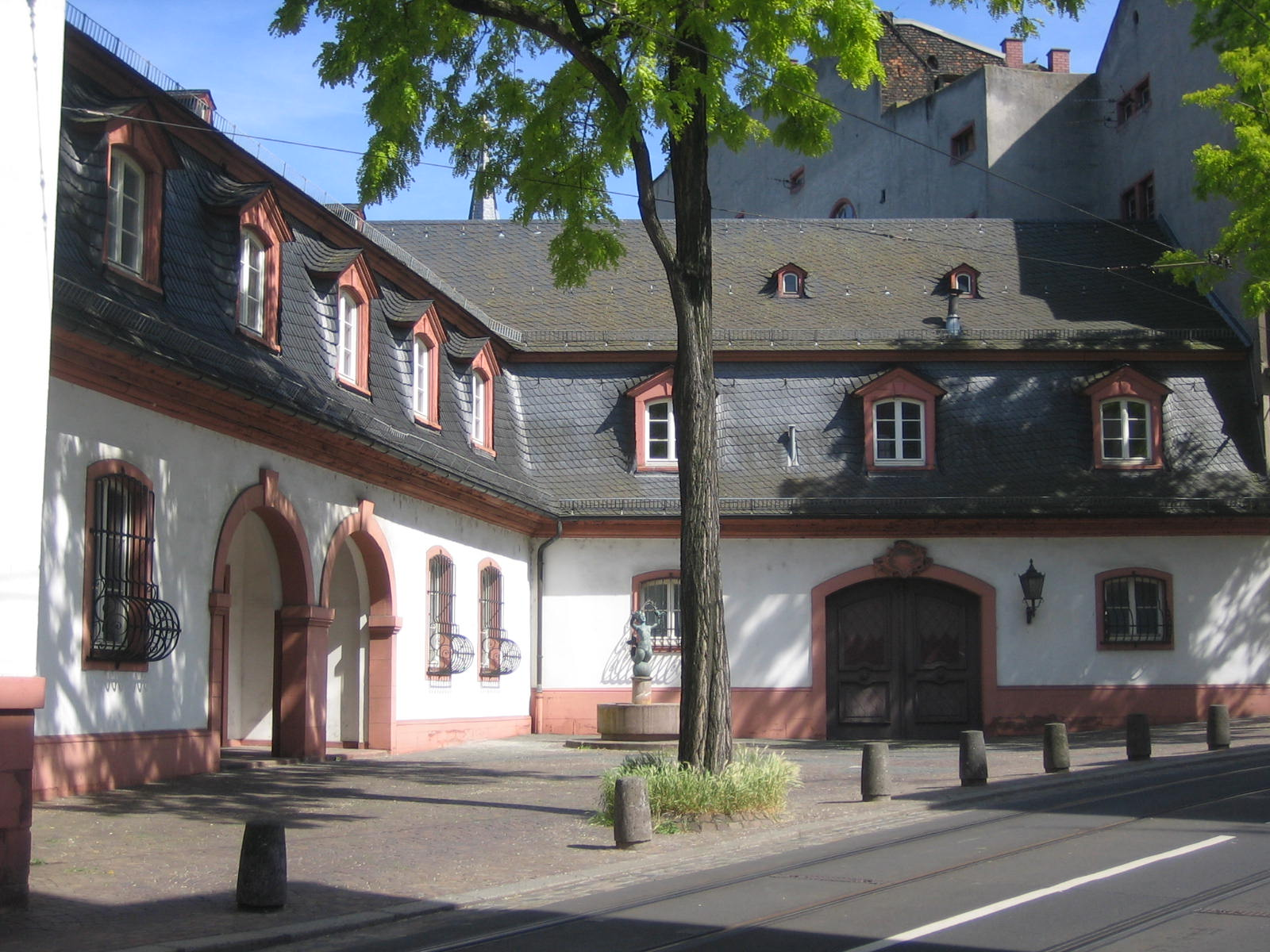
Ingresso sud del palazzo Ostein, in Gaustrasse